# Camarophyllopsis subfuscescens
Camarophyllopsis subfuscescens är en svampart som först beskrevs av A.H. Sm. & Hesler, och fick sitt nu gällande namn av Arnolds 1986. Camarophyllopsis subfuscescens ingår i släktet Camarophyllopsis och familjen Hygrophoraceae.   Inga underarter finns listade i Catalogue of Life.